# 康科德鎮區 (愛荷華州哈丁縣)
康科德鎮區（英語：Concord Township）是位於美國愛荷華州哈丁縣的一個行政鎮區。

## 地方資料
根據2010年美國人口普查的數據，康科德鎮區的面積為92.57平方千米，當中陸地面積為92.56平方千米，而水域面積為0.01平方千米。當地共有人口347人，而人口密度為每平方千米3.75人。